# Nalmuisenjärvi
Nalmuisenjärvi är en sjö i Kiruna kommun i Lappland och ingår i Torneälvens huvudavrinningsområde. Sjön har en area på 0,156 kvadratkilometer och ligger 373,1 meter över havet. Nalmuisenjärvi ligger i Torneträsk-Soppero fjällurskog Natura 2000-område.

## Delavrinningsområde
Nalmuisenjärvi ingår i det delavrinningsområde (754575-172900) som SMHI kallar för Ovan Askasjoki. Medelhöjden är 426 meter över havet och ytan är 74,46 kvadratkilometer. Det finns inga avrinningsområden uppströms utan avrinningsområdet är högsta punkten. Maattajoki (Nalmaisenjoki) som avvattnar avrinningsområdet har biflödesordning 3, vilket innebär att vattnet flödar genom totalt 3 vattendrag innan det når havet efter 353 kilometer. Avrinningsområdet består mestadels av skog (77 procent) och sankmarker (19 procent). Avrinningsområdet har 0,6 kvadratkilometer vattenytor vilket ger det en sjöprocent på 0,8 procent.